# Умершие в июне 1943 года
Это список известных людей, соответствующих установленным критериям значимости (см. Википедия:Критерии значимости персоналий), умерших в июне 1943 года.
Причина смерти указывается лишь в исключительных случаях (убийство, самоубийство, гибель в результате военных действий, смертная казнь, ДТП или несчастные случаи). В остальных случаях — не указывается.

## 1 июня
- Говард, Лесли (50) — британский кино- и театральный актёр, продюсер и режиссёр, лауреат премии Венецианского кинофестиваля (1938), исполнитель роли Эшли Уилкса в фильме «Унесённые ветром» (1939); авиакатастрофа (самолёт, в котором находился Говард, был сбит над Бискайским заливом немецким истребителем).
- Пётр Кондратьев — Герой Советского Союза.
- Евгений Осипов — Герой Советского Союза.

## 2 июня
- Казанович, Борис Ильич (71) — генерал-лейтенант, участник Белого движения во время гражданской войны, первопоходник.
- Николаев, Георгий Георгиевич (24) — Герой Советского Союза.
- Юркин, Иван Трофимович (20) — Герой Советского Союза.

## 3 июня
- Борис Быстрых (27) — Герой Советского Союза.
- Нельсен, Нельс (49) — канадский прыгун с трамплина, спортивный организатор и функционер.

## 4 июня
- Азинари Росильон, Джузеппе Марио — итальянский государственный деятель, военачальник.
- Ализон, Мари (22) — деятель Движения Сопротивления во Франции, умерла от истощения в Освенциме.
- Борисов, Трофим Кузьмич (52) — советский государственный и партийный деятель, председатель Исполнительного комитета Областного Совета Вотской автономной области (1925-1927), умер в ИТЛ.
- Долгушин, Александр Максимович — семикратный чемпион СССР, первый заслуженный мастер спорта СССР по академической гребле.

## 5 июня
- Фаулер, Фрэнсис (78—79) — американская художница.

## 6 июня
- Пулиопулос, Панделис (43) — греческий коммунист, генеральный секретарь Коммунистической партии Греции, основатель троцкистского движения в Греции.

## 7 июня
- Бример, Сильвия (45) — австралийская актриса.

## 8 июня
- Хаиркизов, Качибатыр Алимурзаевич — лейтенант Рабоче-крестьянской Красной Армии, партизан, Герой Российской Федерации.

## 9 июня
- Кошиц, Дмитрий Александрович (41) — советский планерист-рекордсмен, лётчик-испытатель 2-го класса, подполковник.

## 10 июня
- Кондратюк, Ольга Устимовна (16) — партизанка отряда имени Н. И. Щорса. Расстреляна.

## 12 июня
- Ганс Эверс (71) — немецкий писатель и поэт.
- Юдин, Вениамин Петрович (79) — российский земский врач и судебно-медицинский эксперт, организатор здравоохранения, герой труда РСФСР, ученик Н. В. Склифосовского.

## 13 июня
- Алексич, Велько (30) — югославский черногорский партизан Второй мировой войны, Народный герой Югославии (посмертно). Погиб в ходе битвы на Сутьеске.
- Балетич, Марко (25) — югославский военный врач, участник Народно-освободительной войны Югославии, Народный герой Югославии (посмертно). Погиб в ходе битвы на Сутьеске.
- Сакович, Юлиан (36) — белорусский политический деятель, каллаборационист.

## 15 июня
- Азимзаде, Азим Аслан оглы (63) — азербайджанский художник и график, народный художник Азербайджанской ССР.

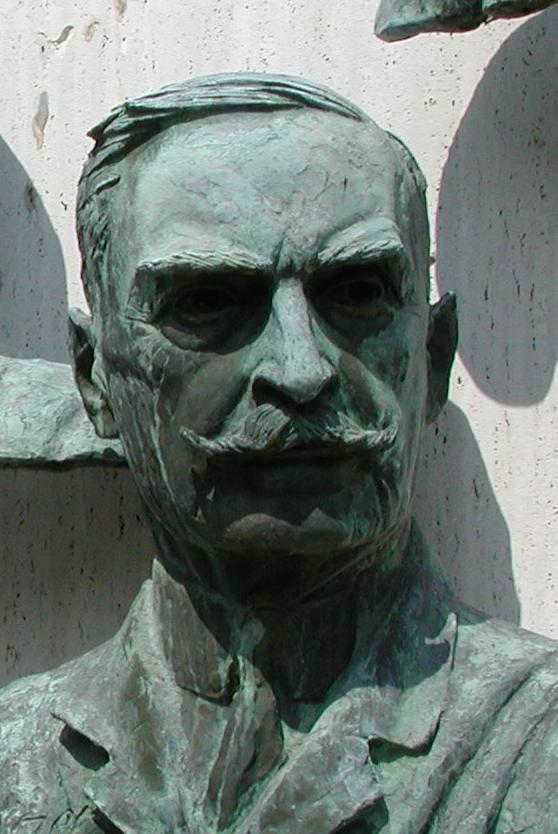
Карл Ландштейнер

## 16 июня
- Бурмистров, Вилен Иванович — Герой Советского Союза.
- Груздин, Александр Иванович (40) — Герой Советского Союза.
- Карнай Али Магометович (39) — известный башкирский писатель, журналист, переводчик.
- Ландштейнер, Карл (75) — австрийский врач, химик, иммунолог, инфекционист, лауреат Нобелевской премии по физиологии и медицине (1930).

## 17 июня
- Кисляк, Мария Тимофеевна (18) — Герой Советского Союза.

## 20 июня
- Генчев, Христо Велков (45) — болгарский военный разведчик. Умер в ИТЛ.
- Попович-Дедиер, Олга (28) — югославская партизанка, военный врач 2-й пролетарской ударной дивизии. Умерла от ранений, полученных в битве на Сутьеске.
- Трегубов, Ананий Михайлович (65) — советский нефтехимик, декан Московского нефтяного института имени И. М. Губкина, профессор, доктор технических наук, заслуженный деятель науки и техники РСФСР.

## 21 июня
- Илья Шишкань (24) — Герой Советского Союза.

## 23 июня
- Рихтер, Элизе (78) — австрийская учёная-филолог; умерла в концлагере Терезиенштадт.

## 24 июня
- Терентий Парафило (41) — советский военный деятель, Генерал-майор береговой службы.
- Рюле, Отто (68) — немецкий левый коммунист; инфаркт.
- Алиса Рюле-Герштель (49) — немецкоязычная писательница, деятель движения за права женщин и психолог еврейского происхождения; выбросилась из окна.

## 25 июня
- Федотов, Лев Фёдорович (20) — советский школьник, ставший известным благодаря сделанным им в своем дневнике прогнозам политических и военных событий.

## 27 июня
- Базанов, Иван Александрович (76) — русский учёный-юрист.

## 28 июня
- Гаранин, Алексей Дмитриевич (22) — советский лётчик-бомбардировщик, один из пионеров авиации дальнего действия, Герой Советского Союза.

## 30 июня
- Фонягин, Александр Иванович — рядовой, стрелок 1217-го стрелкового полка 367-й стрелковой дивизии. Закрыл своим телом амбразуру.